# Copa Sudamericana 2021
De Copa Sudamericana 2021 was de 20ste editie van de  Copa Sudamericana, een jaarlijks voetbaltoernooi voor clubs uit Latijns-Amerika, georganiseerd door de CONMEBOL. Het toernooi vond plaats van 16 maart 2021 tot en met 6 november 2021. Het Argentijnse Defensa y Justicia was de titelhouder, maar omdat zij zich door de winst hebben geplaatst voor de Copa Libertadores 2021, konden zij hun titel niet verdedigen.

## Programma
De kalender is als volgt.
| Fase          | Loting          | 1e wedstrijd | 2e wedstrijd |
| ------------- | --------------- | --- | --- |
| First stage   | 5 februari 2021 | 16–18 maart 2021 6–7 april 2021 | 6–14 april 2021 |
| Group stage   | 16 april 2021   | - SD1: 20–22 april 2021 - SD 2: 27–29 april 2021 - SD 3: 4–6 mei 2021 - SD 4: 11–13 mei 2021 - SD 5: 18–20 mei 2021 - SD 6: 25–27 mei 2021 | - SD1: 20–22 april 2021 - SD 2: 27–29 april 2021 - SD 3: 4–6 mei 2021 - SD 4: 11–13 mei 2021 - SD 5: 18–20 mei 2021 - SD 6: 25–27 mei 2021 |
| Laatste 16    | 2 juni 2021     | 13–15 juli 2021 | 20–22 juli 2021 |
| Kwartfinales  | 2 juni 2021     | 10–12 augustus 2021 | 17–19 augustus 2021 |
| Halve finales | 2 juni 2021     | 21–23 september 2021 | 28–30 september 2021 |
| Finale        | 2 juni 2021     | 6 november 2021 | 6 november 2021 |

## Kwalificatie
De loting voor de kwalificatie vond plaats op 5 februari 2021 om 12:00 UTC-3 in het bondskantoor van de CONMEBOL te Luque, Paraguay.

### Voorronde
| Team 1                 | Tot.         | Team 2                           | 1e wedstr. | 2e wedstr. |
| ---------------------- | ------------ | -------------------------------- | ---------- | ---------- |
| Guabirá                | 6-2          | Nacional Potosí                  | 4-1        | 2-1        |
| Jorge Wilstermann      | 4-2          | Atlético Palmaflor               | 2-1        | 2-1        |
| CD Antofagasta         | 0-4          | CD Huachipato                    | 0-2        | 0-2        |
| Club Deportes Cobresal | 1-2          | CD Palestino                     | 0-0        | 1-2        |
| Deportes Tolima        | 3-0          | Deportivo Cali                   | 3-0        | 0-0        |
| La Equidad             | 3-2          | Deportivo Pasto                  | 1-2        | 2-0        |
| Macará                 | 2-4          | Emelec                           | 2-2        | 0-2        |
| Aucas                  | 5-1          | Guayaquil City                   | 2-1        | 3-0        |
| 12 de Octubre          | 0-0 (5-4 np) | Nacional                         | 0-0        | 0-0        |
| Guaireña               | 3-6          | River Plate                      | 1-2        | 2-4        |
| UTC                    | 0-6          | Sport Huancayo                   | 0-1        | 0-5        |
| Carlos A. Mannucci     | 3-5          | Melgar                           | 1-2        | 2-3        |
| Montevideo City Torque | 2–0          | Fénix                            | 0-0        | 2-0        |
| Cerro Largo            | 3–6          | Peñarol                          | 2-2        | 1-4        |
| Metropolitanos         | 3–0          | Academia Puerto Cabello          | 2-0        | 1-0        |
| Aragua                 | 2–2 (u)      | Atlético Club Mineros de Guayana | 0-1        | 2-1        |

## Groepsfase
De acht groepswinnaars plaatsen zich voor de laatste 16

## Hoofdtoernooi
In de knock-out fase speelden de teams twee keer tegen elkaar, zowel uit als thuis. De finale bestond uit één wedstrijd gespeeld op neutraal terrein.

### Laatste 16
| Team 1 | Tot. | Team 2 | 1e wedstr. | 2e wedstr. |
| ------ | ---- | ------ | ---------- | ---------- |
|        | -    |        | -          | -          |
|        | -    |        | -          | -          |
|        | -    |        | -          | -          |
|        | -    |        | -          | -          |
|        | -    |        | -          | -          |
|        | -    |        | -          | -          |
|        | -    |        | -          | -          |
|        | -    |        | -          | -          |

### Kwartfinales
| Team 1           | Tot.    | Team 2               | 1e wedstr. | 2e wedstr. |
| ---------------- | ------- | -------------------- | ---------- | ---------- |
| Sporting Cristal | 1-4     | Peñarol              | 1-3        | 0-1        |
| Rosario Central  | 3-5     | Red Bull Bragantino  | 3-4        | 0-1        |
| Santos           | 2-2 (u) | Libertad             | 2-1        | 0-1        |
| LDU Quito        | 3-4     | Athletico Paranaense | 1-0        | 2-4        |

### Halve finales
| Team 1              | Tot. | Team 2               | 1e wedstr. | 2e wedstr. |
| ------------------- | ---- | -------------------- | ---------- | ---------- |
| Peñarol             | 1-4  | Athletico Paranaense | 1-2        | 0-2        |
| Red Bull Bragantino | 5-1  | Libertad             | 2-0        | 3-1        |

### Finale
|                             |                      |       |                     |                                                                                               |
| 6 november 2021 17:00 UTC-3 | Athletico Paranaense | 1 - 0 | Red Bull Bragantino | Estadio Centenario, Montevideo Toeschouwers: 20.000 Scheidsrechter: Andrés Matonte ( Uruguay) |
| 6 november 2021 17:00 UTC-3 | Nikão 29'            |       |                     | Estadio Centenario, Montevideo Toeschouwers: 20.000 Scheidsrechter: Andrés Matonte ( Uruguay) |